# Magerøya
Magerøya (norsky: Magerøya, sámsky: Máhkarávju) je ostrov v severní části Norska v obci (kommune) Nordkapp v kraji Finnmark. Je jedenáctým největším ostrovem Norska.
Hlavní atrakcí ostrova, kterou každoročně navštěvují tisíce turistů z celého světa, je náhorní plošina mysu Nordkapp. Sousední poloostrov Knivskjellodden je nejsevernějším místem Norska (bez Špicberek).

## Přírodní poměry
Ostrov má rozlohu přibližně 435 km². Pobřeží je strmé a značně členité s širokými fjordy. Vnitrozemí má hornatý charakter. Na severním poloostrově se nachází náhorní plošina. Nejvyšším vrcholem je Gråkallfjellet (417 m n. m.) v západní části ostrova.
Povrch je tvořený tundrou s řídkou vegetací. S výjimkou ostrůvkovitě se vyskytujících zakrslých bříz zde nerostou žádné stromy.
Podnebí se vyznačuje krátkými, chladnými léty a dlouhými, poměrně mírnými zimami. Moře kolem ostrova, mimo nejsevernějších částí, v zimě nezamrzají díky působení teplých vod Golfského proudu.
Na ostrově se nacházejí největší kolonie papuchalků v severní části Norska. V jejich sousedství pak v koloniích hnízdí další druhy ptáků, jako jsou alky, mořští orli, terejové, kormoráni, buřňáci a chaluhy.

## Obyvatelstvo
Na ostrově žije přibližně 3200 stálých obyvatel. Většina z nich je soustředěna ve městě Honningsvåg v jihovýchodní části, které je správním centrem obce Nordkapp (její území je tvořeno ostrovem Magerøya, dalšími menšími ostrovy a přilehlými oblastmi na pevnině).
Podél pobřeží se nacházejí menší rybářské vesnice Gjesvær, Skarsvåg, Kamøyvær a Nordvågen.
Na výběžku Sarnes na jihu ostrova nalezli archeologové osadu z doby před 10 000 let.

## Doprava
Vzhledem k řídkému zalidnění je síť pozemních komunikací na ostrově omezená. Avšak kvůli usnadnění příjezdu turistů, mířících především na Nordkapp, byla vybudována moderní infrastruktura. U Honningsvågu se nachází letiště, které má přímé spojení s krajským městem Tromsø. Pravidelná lodní linka Hurtigruten zabezpečuje spojení Honningsvågu s dalšími přístavy v severním Norsku.
Silniční spojení s pevninou zajišťuje podmořský tunel Nordkapp, spolu s navazujícím tunelem Honningsvågtunnelen vybudovaný v letech 1993–1999. Je dlouhý téměř 7 kilometrů a v nejhlubším místě prochází 212 metrů pod hladinou moře. V době svého otevření to byl jeden z nejdelších a nejhlubších podmořských tunelů na světě.
Tunelem prochází mezinárodní silnice E69, která je páteřní komunikací ostrova a končí na Nordkappu. Z ní odbočuje několik menších silnic, vedoucích do vesnic podél pobřeží.

## Galerie

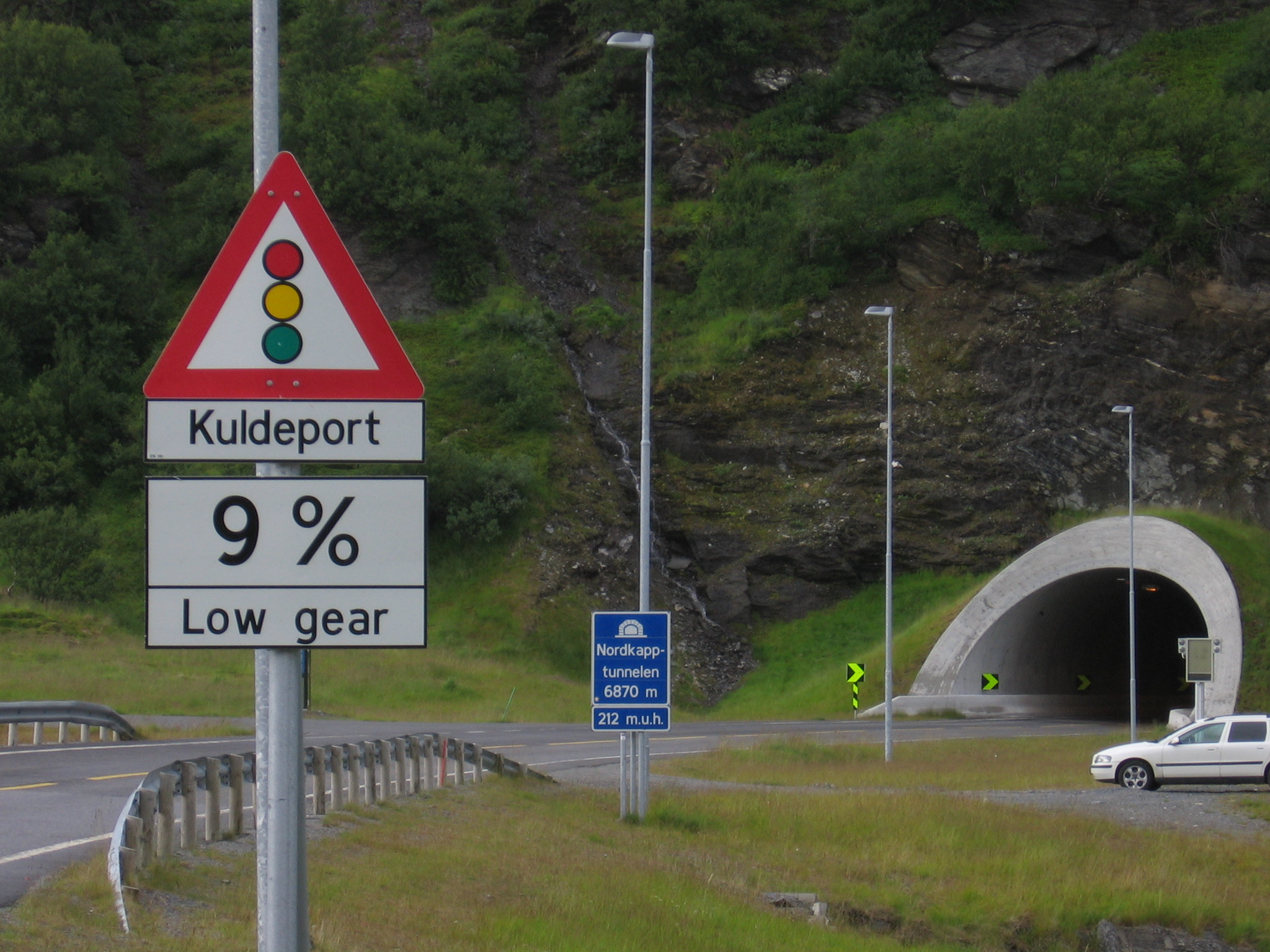
Tunel
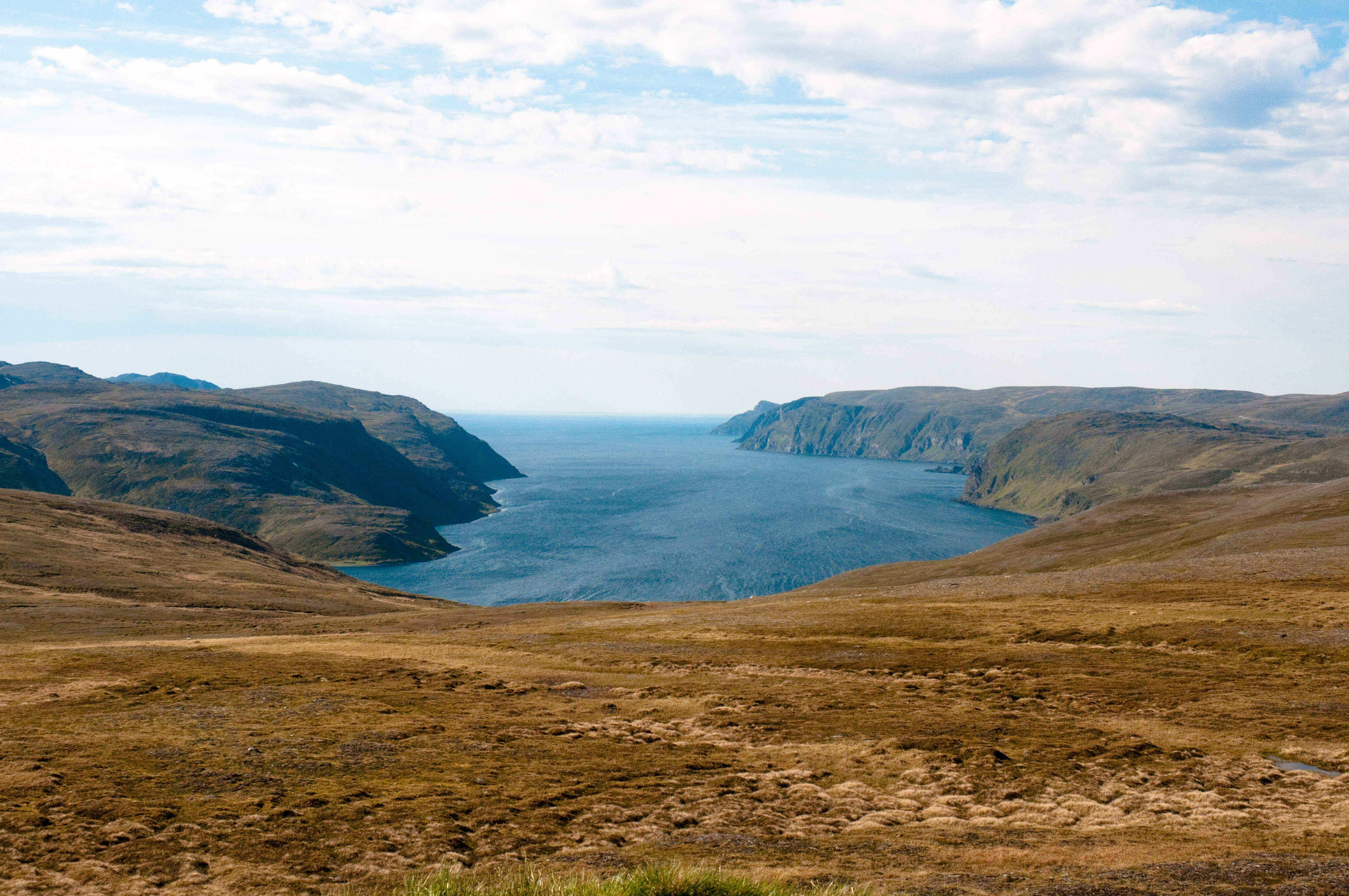
Fjord
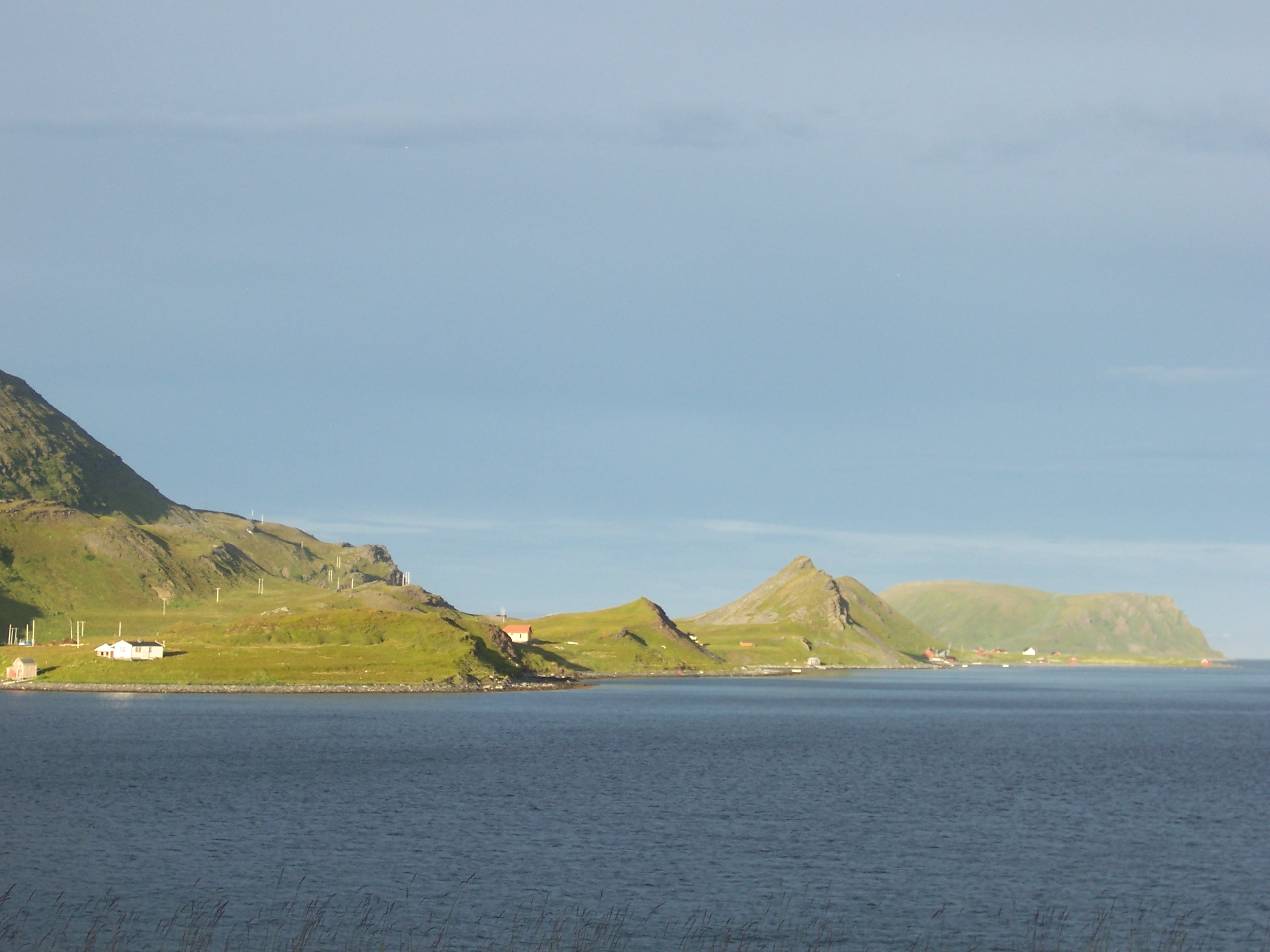
Porsanger fjord
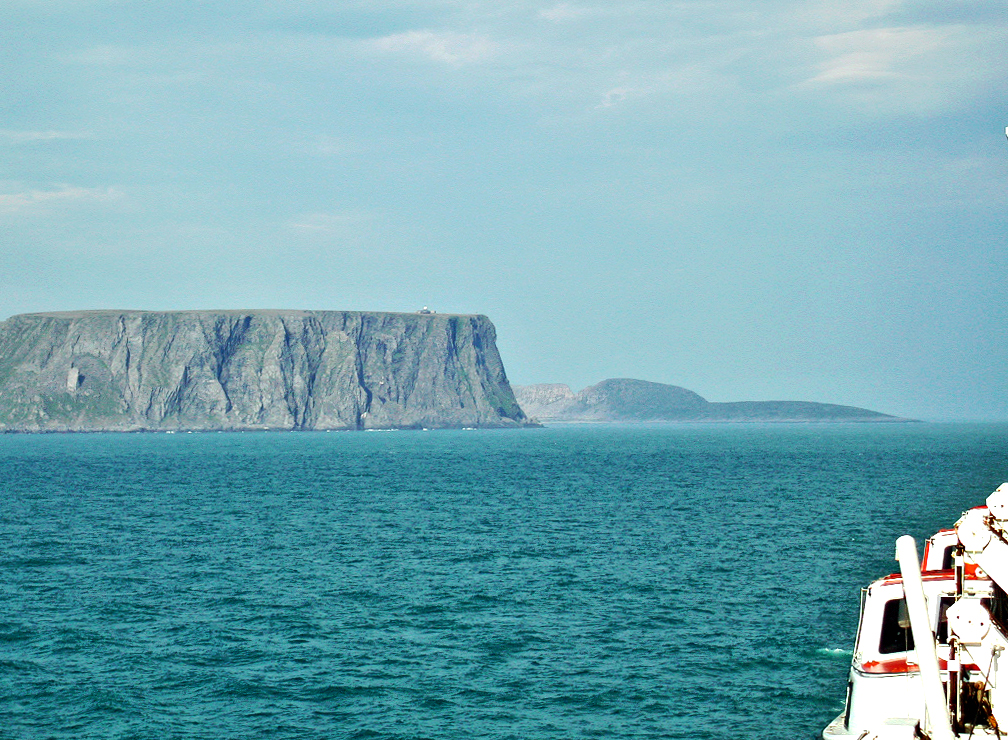
Nordkapp